# Camponotus pexus
Camponotus pexus é uma espécie de inseto do gênero Camponotus, pertencente à família Formicidae.